# Королівство Ліндсі
Королівство Ліндсі — англська держава на території сучасного Лінкольншир (Велика Британія), що утворилася наприкінці V століття. Розвиток та піднесення тривало до VI ст. Згодом опинилася в залежності: спочатку від Нортумбрії, згодом — Мерсії. У 796 році приєднано до королівства Мерсія.

## Історія
У давнину цю місцину населяло кельтське плем'я коріелтавни (корітанни). Коріелтавни не зробили ніякого опору римлянам — навіть навпаки, вітали їх як захисників від войовничих сусідів бригантів. Римляни захопили землі коріелтавнів в 44 році і заснували тут фортецю Ліндум Колонія (сучасний Лінкольн). В IV ст. за наказом римських імператорів тут посилилися германці як федерати.
У 400 році після залишення Британії римськими військами та чиновниками тут утворилася держава коріелтавнів Лінній. У 480 році в Лінній вдерлися англи під проводом Гвінти. Кельтське населення було частково витіснене, а частково змішалося з германцями і англами. В результаті на території Ліннія утворилося королівство Ліндісваре, тобто «народ Ліндума». Пізніше ця назва трансформувалась в Ліндіссі, а потім в Ліндсі. Столицею стало місто Діндум Колонія, яку англи перейменували на Ліндом.
Історія Ліндсі досліджена недостатньо. Розквіт королівства припав на V—VI століття. У більш пізні часи Ліндсі перебував в залежності від сильніших сусідніх держав: з 624 по 658 і з 674 по 679 роки — від Нортумбрії, з 658 по 674 і з 679 року — від Мерсії. У 620-х роках починається християнізація населення. Першим місіонером був єпископ Павлін, що заснував церкву в Ліндоні. 677 році утворилося самостійне єпископство Ліндонське. Елдхед став першим єпископом Ліндсі. Важливе значення набув монастир Берденев, що згодом набув загальнобританського значення.
З кінця VIII століття Ліндсі вже не мав власних королів і перебував під прямим мерсійским правлінням. 796 року Кенвульф, король Мерсії, приєднав Ліндсі до своєї держави.

## Географія
Королівство розташовувалося на півночі сучасного графства Лінкольншир. Від решти території, заселених англами, Ліндсі був відділений непрохідними болотами на півдні і лісовими нетрями на півночі й заході.

## Королі
- Гвінта, 480—500
- Кретта, 500—530
- Квельдгільс, 530—560
- Креода, 560—580
- Кедбед, 575—580
- Бубба, 580—610
- Беда, 610—640
- Біскоп, 675—720
- Енфріт, 720—750
- Етта, 750—786
- Елдфріт, 786—796